# Utfallsrum

B är utfallsrummet och A en händelse. Om sannolikheten är proportionell mot ytan är sannolikheten för A ungefär 0,4.

Utfallsrummet betecknar inom sannolikhetsteorin mängden av alla möjliga utfall för ett visst slumpmässigt försök.
Utfallsrummet kan vara diskret eller kontinuerligt. Diskreta utfallsrum innehåller ett ändligt eller oändligt uppräkneligt antal element.
Antal prickar på en tärning {\displaystyle [1,2,3,4,5,6]} är ett exempel på ett diskret ändligt utfallsrum. Antalet slag innan man får en sexa är ett diskret oändligt uppräkneligt utfallsrum. En måttangivelse, till exempel en persons längd, är exempel på ett kontinuerligt utfallsrum eftersom den kan antas anta alla reella tal i något passande intervall.
Utfallsrummet betecknas ofta med den grekiska bokstaven stora Omega {\displaystyle \Omega }.